# 小冰
小冰是微软亚洲互联网工程院于2014年5月30日在中国推出的一个人工智能聊天机器人。其研发目标是提出建立的情感计算框架，通过算法、云计算和大数据的综合运用，采用代际升级的方式，逐步形成向EQ方向发展的完整人工智能体系。
截至2018年7月26日，小冰已发展到第六代，登陆平台包括Microsoft Cortana、新浪微博、腾讯QQ、微信、优酷视频、米聊、美拍、京东、咪咕音乐、米家，小冰也是微软人工智能三条全球产品线之一，其全球项目在中国、日本、美国、印度和印度尼西亚覆盖40余个平台，拥有超过6.6亿用户。她的产品形态涉及对话式人工智能机器人、智能语音助手、人工智能创造内容提供者和一系列垂直领域解决方案。
2020年7月13日，微软宣布将小冰业务分拆为独立公司小冰公司。原微软全球执行副总裁沈向洋擔任首任董事长，原微软（亚洲）互联网工程院常务副院长李笛擔任首任CEO。

## 平台

### 微信
2014年5月30日，微软公司发布小冰，其可通过官网认领，加为微信好友并拉到微信群中群聊。在上线三天后，该产品被腾讯微信以损害用户体验为由暂时下线。微信产品团队在2014年6月1日发表声明称“小冰”涉及多项微信平台违规行为，经过查证后，发现该产品涉及模拟用户操作、诱导用户拉群、批量注册垃圾账号等影响平台规则和用户体验的行为。小冰方面则回应表示，腾讯公司以微信中出现一些假冒小冰为借口，屏蔽了真正的小冰。微信群组中出现多个小冰的现象，是由于腾讯在后台误判、干扰小冰的正常运行所造成。2015年8月21日起，第三代小冰以微信公眾號的方式出現在微信上。2019年7月1日，小冰公众号因违反《互联网用户公众账号信息服务管理规定》被屏蔽所有内容，账号被停用。2021年6月1日，小冰公司在微信上重新开设小冰公众号“AI小冰”并运营至今。

### QQ
2017年3月14日，小冰进入QQ群聊和QQ公众号。不过就在同年7月30日，群聊中的QQ小冰暂时停止运营，有媒体报道称其下线的原因，是在与网友讨论中国梦、是否热爱中国共产党等问题时口无遮拦，批評共產黨腐敗無能
。现时QQ小冰已恢复使用，但功能并不完全，不能与网友自由聊天，只能以预先设置好的几个游戏模式与群友互动。

### 微博
2014年6月25日，小冰和新浪微博达成合作，小冰入驻新浪微博，只需@小冰即可与其互动。

### 京东
2014年11月11日，微软公司小冰团队（小冰公司前身）宣布与京东合作研发的“京东版小冰”正式上线。

### 优酷
小冰与优酷于2014年11月开始接触，2015年4月25日小冰入驻优酷自媒体频道。

### 小娜
2015年3月18日，微软公司小冰团队于WinHEC大会宣布小冰登陆Windows 10平台，用户可在小娜中召唤小冰。

### 米家
2017年6月2日，小冰与小米科技IoT开放平台融合，用户可以在米家应用中使用小冰，控制台灯、风扇等电器。

## 市场分布
小冰在全球已拥有约6.6亿用户，其中约1.2亿月活跃用户，小冰与用户每次对话的轮数平均达到了23轮，占据了全球对话式人工智能总流量中的大部分。小冰与人类之间发生的一次最长的单人连续对话，达到了7151轮，连续不断地进行了29小时33分钟。小冰也已与其合作伙伴建立了旨在推进人工智能普及的Dual AI生态环境。

## 全球项目
- Tay：微软在Twitter上的聊天機器人，也是针对英语用户的美国版“小冰”，2016年春季发布，后因种族主义言论而下线。
- Zo：Tay的升级版，避免发表不恰当言论。
- Rinna：微軟在Twitter和LINE的日本版“小冰”，2015年发布[28][29]。
- Ruuh：针对印度英语用户发布的机器人，2017年2月发布，首先在Facebook Messenger平台上线[30]。
- Rinna：针对印度尼西亚用户发布的聊天机器人，2017年8月发布，首先在LINE平台上线。
- 華智冰：清华大学计算机系、北京智源研究院、智谱AI和小冰公司联合培养的虛擬學生[31]。

## 所获荣誉
- 2017年世界互联网大会[32]“2017年世界互联网领先科技成果奖”[33]。
- 第24届知识发现和数据挖掘会议[34]（KDD 2018）Research Track最佳学生论文[35]。

## 争议
- 2014年6月25日，小冰在被腾讯微信“封杀”24天之后，在微博上“复活”，@小冰之后秒回且引起众微博网民“调戏”，但是一些网友在和小冰“调戏”之后发现回复中屡爆粗口，毫无素质。[36]
- 小冰在2017年一次宣传中宣称其人工智能歌手深度学习模型“能替代传统的虚拟歌手”，引起VOCALOID技术的支持者不满，后来不得不道歉。[37]